# الحبيب موقو
الحبيب موقو ولد في 1 جانفي 1927 وتوفي في 17 سبتمبر 2008 ، لاعب كرة قدم تونسي سابق، كان يلقب بـ«الرأس الذهبية».

## مساره الرياضي
التحق الحبيب موقو عام 1942 بنادي النجم الرياضي الساحلي، وخاض أول لقاء مع صنف الأكابر خلال عام 1944-1945 ، وبقي ضمن النجم إلى أن وقع حله عام 1961 فالتحق بنادي مكارم المهدية غير أنه لأنهى مشواره الكروي بعهد سبع أو ثماني مقابلات. ولكن بعد عودة النجم إلى اللعب عام 1963 عاد إلى صفوفه ولعب ثلاث مقابلات أنهى بعدها مشواره كلاعب، ليدخل مجال التدريب بنوادي المنطقة من النجم الرياضي الساحلي إذ تحمل مسؤولية تدريبه وهو لاعب خلال عام 1958-1959 ثم قبل نهاية الموسم الموالي. كما درب نادي شركة صنع السيارات بسوسة عام 1976-1977 والملعب السوسي عام 1977-1978. والحبيب موقو هو أول من أحرز على لقب أحسن هداف بعد الاستقلال عام 1956 ب25 هدفا، كما أحرز على نفس اللقب عام 1958 ب28 هدفا. وقد سجل مع النجم الرياضي الساحلي في سباق البطولة مجموع 190 هدفا، وهو بذلك أحسن هداف في تاريخ النجم.

## ألقاب
فاز الحبيب موقو مع النجم الرياضي الساحي ب:
- أول بطولة يحرز عليها النجم عام 1950.
- بطولة تونس لعامي 1958 و1963.
- كأس تونس لعامي 1959 و1963.

## إشارات مرجعية
1. ↑  Habib Mougou "Tête d'or" n'est plus نسخة محفوظة 17 يونيو 2016 على موقع واي باك مشين.
2. 1 2 3  المرحوم الحبيب موقو نسخة محفوظة 26 يناير 2020 على موقع واي باك مشين.